# Bristol Bullfinch
El Bristol Bullfinch fue un avión militar experimental británico que voló por primera vez en 1922. Se construyeron variantes tanto de monoplano con alas de parasol como de biplano, pero ambas versiones resultaron infructuosas y sólo se construyeron los tres prototipos.

## Diseño y desarrollo
El Bullfinch fue diseñado por Frank Barnwell, diseñador jefe de la Bristol Aeroplane Company, como un caza monoplaza monoplano de ala en parasol, que podía convertirse en un biplano biplaza, cumpliendo así los requisitos de la Real Fuerza Aérea tanto para un caza interceptor monoplaza como para un caza de reconocimiento biplaza. Los potenciales ahorros de costes asociados a este concepto, que iba a ser propulsado por el motor Jupiter, cuyos derechos Bristol acababa de adquirir de la quebrada Cosmos Engineering, interesaron al Ministerio del Aire, que redactó una especificación (la Especificación 2/21) en torno al diseño propuesto por Barnwell, y encargó tres prototipos en junio de 1921.
El Bullfinch monoplano, o Bullfinch Mk I (Type 52), era un monoplano de ala en parasol arriostrada mediante soportes y fuselaje de tubo de acero soldado. El ala estaba dividida en dos mitades, unidas en la línea central del avión, y cada mitad se estrechaba desde el espesor máximo en la mitad de la envergadura hasta la raíz y las puntas del ala. El ala era de madera en los prototipos, pero estaba previsto que fuera de metal en cualquier avión de producción posterior. Para producir la versión de reconocimiento de caza de dos asientos, el Bullfinch Mk II (Type 53), se añadió un compartimento de fuselaje adicional detrás del piloto que contenía una cabina para el observador y se le añadió un ala inferior en voladizo, que compensaba el cambio en el centro de gravedad resultante del peso del observador y del fuselaje alargado.
El primer prototipo, un monoplano, voló el 6 de noviembre de 1922, y el segundo prototipo, también monoplano, voló en mayo de 1923. Después de volar por primera vez como monoplano, el tercer prototipo fue convertido a la configuración biplano, volando en esa configuración el 17 de marzo de 1924. Si bien el monoplaza demostró un rendimiento razonable, el biplaza tenía sobrepeso y resultó incapaz de transportar la carga militar requerida. No hubo ninguna otra producción.

## Variantes
Bullfinch Mk I (Type 52)
Monoplano parasol monoplaza. Tres construidos.
Bullfinch Mk II (Type 53)
Derivado biplano biplaza. Uno convertido.

## Operadores
Reino Unido
- Real Fuerza Aérea

## Especificaciones (Bullfinch I)
Referencia datos: Bristol Aircraft Since 1910 

### Características generales
- Tripulación: Uno (piloto (Bullfinch I), dos (piloto y observador (Bullfinch II))
- Longitud: 7,4 m (24,4 ft) (Bullfinch II: 8,38 m)
- Envergadura: 11,7 m (38,4 ft)
- Altura: 3,3 m (10,8 ft)
- Superficie alar: 24,8 m² (267 ft²)(Bullfinch II: 36,33 m²)
- Peso vacío: 987 kg (2175,3 lb) (Bullfinch II: 1131,7 kg)
- Peso cargado: 1454 kg (3204,6 lb) (Bullfinch II: 1854,3 kg)
- Planta motriz: 1× motor radial de 9 cilindros refrigerado por aire Bristol Jupiter III o IV.
  - Potencia: 317 kW (437 HP; 431 CV)
- Hélices: Bipala de paso fijo

### Rendimiento
- Velocidad máxima operativa (Vno): 217 km/h (135 MPH; 117 kt) a 4600 m (15 000 pies) (Bullfinch II: 190 km/h a 4600 m (15 000 pies))
- Alcance: 4 h
- Techo de vuelo: 6700 m (21 982 ft) (Bullfinch II: 5,500 m (18 000 pies))
- Carga alar: 59 kg/m² (12,1 lb/ft²) (Bullfinch II: 51,27 kg/m² (10,5 lb/sqft))

### Armamento
- Ametralladoras: 

  - 2x Vickers de 7,7 mm fijas de fuego frontal
  - 1x Lewis de 7,7 mm flexibles en anillo Scarff en cabina trasera (sólo en Bullfinch II)

## Aeronaves relacionadas

### Desarrollos relacionados
- Bristol Braemar
- Bristol Pullman

### Secuencias de designación
- Secuencia Numérica (interna de Bristol): ← 46 - 47 - 48 - 52 - 53 - 55 - 57 - 62 →